# Thomas Murray (aviron)
Pour les articles homonymes, voir Tom Murray (homonymie).
Tom Murray, né le 5 avril 1994 à Blenheim, est un rameur d'aviron néo-zélandais spécialiste du huit.

## Palmarès

### Jeux olympiques
- 2020 à Tokyo,  Japon
  -  Médaille d'or en huit[1]

### Championnats du monde
- 2019 à Ottensheim, Autriche
  -  Médaille d'argent en huit
- 2017 à Sarasota, États-Unis
  -  Médaille de bronze en huit